# Mystery House - Avventure In Scatola
Mystery House - Avventure In Scatola è un Gioco da tavolo collaborativo in stile escape room 3D di Antonio Tinto pubblicato nel 2019 da Cranio Creations.
Il gioco è stato presentato alla Internationale Spieltage 2019, dove è andato presto sold out, e in Italia al Lucca Comics & Games 2019.
Nel 2020 ha vinto il Toy Awards come miglior gioco Teenagers & Adults alla Fiera del giocattolo di Norimberga.

## Panoramica del gioco
Mystery House è un gioco di esplorazione e rompicapi, cooperativo e in tempo reale, supportato da una App disponibile sia per Android che per IOS. lo Scopo dei giocatori è quello di risolvere tutti i rompicapi entro il tempo limite proposto dalla applicazione.
Nella scatola base sono presenti due avventure:
- Ritratto di famiglia
- Il signore del labirinto

## Espansioni
Nel primo trimestre del 2020 è uscita la prima espansione chiamata Ritorno a Tomstone
Nel terzo trimestre del 2021 è uscita la seconda espansione chiamata La Base Abbandonata